# Dominique Wilkins
Jacques Dominique Wilkins (París, Francia; 12 de enero de 1960) es un exjugador de baloncesto estadounidense que disputó 15 temporadas en la NBA, siendo uno de los anotadores más prolíficos y mejores machacadores en la historia. Con 2,03 metros de altura jugaba en la posición de alero. 
Desde 2004 ejerce como vicepresidente de operaciones de baloncesto de los Atlanta Hawks.
En 2006, fue incluido en el Basketball Hall of Fame.
Es hermano mayor de otro jugador de la NBA, Gerald Wilkins, y tío del también profesional Damien Wilkins.

## Trayectoria deportiva

### Universidad
Wilkins jugó con los Bulldogs de la Universidad de Georgia hasta su año de júnior, donde consiguió una excelente reputación como anotador. En sus tres años universitarios, promedió 21,6 puntos y 7,1 rebotes por partido.

### Profesional

#### Atlanta Hawks
Fue elegido en el Draft de la NBA de 1982 por Utah Jazz con el número 3. Sin llegar a debutar con los Jazz, fue traspasado a los Atlanta Hawks a cambio de John Drew, Freeman Williams y dinero. Salvo por su temporada de "rookie" en los Hawks y sus tres últimas temporadas (con los Celtics, Spurs y Magic), Wilkins nunca hizo un promedio de menos de 20 puntos por partido y su mejor temporada fue la 1985-86 con 30,3 puntos por partido; lo que lo llevó a ser elegido 9 veces para el All-Star Game.
Wilkins, además de sus once años y medio con los Hawks, tuvo cortas trayectorias con Los Angeles Clippers, los Boston Celtics, en la Liga de Grecia con el Panathinaikos ateniense (donde ganó la Euroliga 1995-96 y fue elegido MVP de la final), en la Liga de Italia con el Teamsystem de Bolonia, y, de vuelta a la NBA, con los San Antonio Spurs y Orlando Magic con los que se retiró en 1999.
Nique fue clave en la prominencia de los Hawks en la década de los 80, cuando el equipo registró las 50 o más victorias cuatro veces durante la década. Cuando Wilkins cumplió los 30 años, su equipo comenzó a pedir una contribución versátil de su estrella, y éste empezó a desarrollar un juego versátil como lo demuestra los 9 rebotes y 3 asistencias de promedio en la temporada 1990-91.
El 19 de abril de 1986, en primera ronda ante Detroit Pistons, Wilkins anotó 50 puntos, su récord personal en playoffs. 
En la temporada 1987-88 tuvo un duelo mítico contra Larry Bird en Playoffs, donde se mostró absolutamente imparable anotando más de 40 puntos en el sexto y séptimo partidos de la serie, decidida finalmente por 4-3 a favor de los Celtics tras tener los Hawks la opción de ganar en el sexto partido la serie por 4-2 pero donde falló Cliff Levingston en el último segundo y en el séptimo partido tras una jugada muy polémica a favor de los Celtics en los instantes finales.
En la temporada 1991-92 estaba siendo el máximo anotador de la liga tras Michael Jordan con 28,4 puntos, 7 rebotes y 3,9 asistencias cuando se lesionó a mitad de temporada del tendón de Aquiles, lesión que seguramente le apartó del Dream Team original, donde injustamente no había sido elegido en la primera lista de 10 jugadores. Posteriormente le compensaron seleccionándolo para el Dream Team II con quienes fue campeón del mundo siendo el máximo anotador de la final contra Rusia con 20 puntos.
La temporada 1993-94 comenzó estupendamente para los Atlanta Hawks con 14 victorias seguidas al poco de empezar que colocaba al equipo con 15-3 con el mejor balance de la liga y se mantendría líder de la conferencia este durante muchas semanas. Ganaron a Houston Rockets campeones aquel año a la postre con 27 puntos de Dominique, a New York Knicks finalistas aquel año con 34 puntos y 10 rebotes de Wilkins y a Seattle Supersonics mejor balance aquel año con 63-19 con otros 24 puntos. Pero sorpresivamente en febrero, con Atlanta con el mejor balance del Este, Dominique es traspasado ante la incredulidad de la afición de Atlanta (a cambio de Danny Manning) a Los Angeles Clippers (Wilkins había mostrado sus preferencias por los Knicks en caso de ser traspasado). Con Manning, los Hawks no llegarían muy lejos en los playoffs y la directiva de Atlanta fue duramente criticada porque privó a Dominique de poder luchar por el anillo.

#### Los Angeles Clippers
En Los Angeles Clippers, Wilkins promedió en lo que restaba de temporada 29,1 puntos y recordada es su actuación vistiendo la camiseta de los Clippers en la cancha "The Omni" de Atlanta, cuando con 36 puntos y 10 rebotes llevó a los suyos a la victoria ante la admiración generalizada de su antigua afición. También destacables los 36 puntos y 11 rebotes a los Houston Rockets, a la postre ganadores, o las dos actuaciones seguidas con 42 puntos y 10 rebotes a los Lakers y los 37 puntos y 11 rebotes a los Warriors.

#### Boston Celtics
En el verano de 1994 acabó contrato con Los Angeles Clippers y se convirtió en uno de los agentes libres más codiciados. Él quería ir a un equipo con opciones de ganar el anillo y New York Knicks, muy interesados en él, negociaron su fichaje pero el límite salarial impidió su fichaje al no poder colocar los Knicks a Charles Smith y su alto salario en ningún equipo. Al final decidió aceptar una oferta económica muy interesante de los Boston Celtics y jugar así en el Boston Garden, escenario de grandes hitos en su carrera. Sin embargo, la franquicia verde aún acusaba las recientes bajas de sus jugadores estrella (Larry Bird y Kevin McHale, retirados, Robert Parish, traspasado y sin el Escolta All Star Reggie Lewis, fallecido con tan sólo 27 años con el que de bien seguro hubiera formado un gran tándem), con Dino Radja como mejor apoyo, y estaba a punto de entrar en la peor etapa de su historia deportiva en plena reestructuración, no fueron el destino adecuado. Sin embargo, acabó como máximo anotador del equipo con 17,8 puntos pese a ver recortados sus minutos de juego y sus opciones en ataque y clasificando al equipo verde para los playoffs (en el 94 faltaron a ellos). Allí caerían con honor por 3-1 contra los a la postre finalistas aquel año los Orlando Magic de Shaquille O'neal y Anfernee Hardaway con una actualización memorable de Wilkins en la victoria en el tercer partido con 22 puntos y 18 rebotes.

#### Panathinaikos BC
En 1995 Wilkins abandonó por primera vez la NBA. Fichó por el equipo griego del Panathinaikos BC, juntándose con otras dos leyendas del básquet europeo como Panagiotis Giannakis y Stojan Vranković.
Fue campeón de la Euroliga en esta temporada, venciendo en la final al FC Barcelona, dando así el primer cetro continental de la historia a un equipo griego y siendo, además, proclamado MVP de la Final Four (en semifinales también fue el mejor con 35 puntos al CSKA Moscú).
También logró ganar la Copa Griega con 35 puntos en la final contra Olympiakos, histórico rival, siendo nombrado nuevamente MVP.
El único título de la temporada que le faltó ganar fue la Liga Griega, que su equipo perdió en la final contra el Olympiakos. Con 2-1 a favor del Panathinaikos, Wilkins se lesionó en el talón de Aquiles por lo que no pudo disputar los dos últimos encuentros de la final que acabaría ganando el Olympiakos.

#### San Antonio Spurs
Tras el éxito europeo regresa a la NBA donde realiza una gran temporada en San Antonio Spurs a los 36 años, siendo el máximo anotador del equipo con una media de 18,2 puntos y 6,4 rebotes en apenas 30,9 minutos. Sin embargo, pese a su buen año los Spurs realizan una mala temporada por la plaga de lesiones del equipo con bajas destacadas como los All Stars David Robinson y Sean Elliott y la de otros jugadores como Charles Smith y Chuck Person.

#### Teamsystem Bolonia
En 1997 en lugar de seguir en los Spurs, que recuperarían a Robinson y se acababan de hacer con Tim Duncan, al no recibir una buena oferta de los Spurs, decidió aceptar una oferta del Teamsystem de Bolonia, que sí le ofrecía un contrato acorde a su nivel. Allí se juntaría con otras leyendas del básquet europeo como David Rivers, Carlton Myers y Gregor Fučka, aunque les faltaba un pívot dominante.
Con el Teamsystem llegó a la final de la Lega italiana que perdieron por 3-2 contra el otro gran equipo de la ciudad, el Kinder de Bolonia de Predrag Danilović, Antoine Rigaudeau y Zoran Savić entre otros, con Wilkins limitado por una molesta lesión, aun así fue el mejor de su equipo.
En la Euroliga cayeron en cuartos de final también contra el Kinder Bolonia, después de una jugada polémica tras una pelea de ambos equipos donde sancionan a Myers y Fučka por parte del Teamsystem, por solo Moretti del Kinder. Eso decidiría la serie 2-1 a favor del Kinder, que acabaría ganando la Euroliga. En el tercer y decisivo partido aun estando lesionado oficialmente, Wilkins debió jugar por las ausencias de Myers y Fučka y logró hacer, aun así, 23 puntos, 12 rebotes y 4 asistencias con 38 años.
Sí consiguió ganar la Copa de Italia, donde vencieron en la final al Benetton Treviso.

#### Orlando Magic
Regresó de nuevo a la NBA para jugar una última temporada con los Orlando Magic con 39 años recién cumplidos, donde su participación fue testimonial debido al lockout que le hizo estar parado demasiados meses y un entrenador que sólo priorizaba la defensa como Chuck Daly. Los únicos partidos que jugó de titular y dispuso de minutos fueron en el partido que los Magic visitaron Atlanta y logró 15 puntos con 7/10 en tiros de campo en 22 minutos y contra los Chicago Bulls con 19 puntos (8/13) y 9 rebotes en 22 minutos. Se retiró en 1999.

## Concurso de Mates
Su apodo The Human Highlight Film se lo forjó por espectacularidad y atletismo y que le ayudó a conseguir dos concursos de mates. Su especialidad son los mates potentes y de remolino. Sus duelos en los concursos de mates con Michael Jordan están considerados como los mejores concursos de la historia.
Wilkins siempre ha sido considerado como un gran especialista en mates y jugadas espectaculares. Sus giros de 360 grados, sus mates Tomahawks serán siempre recordados por el buen aficionado al baloncesto. Participó en 5 concursos de mates del All Star Game, y consiguió ganar en 2 ocasiones. En su primera participación, en Denver en 1984, finalizó en tercera posición, detrás de dos grandes leyendas en lo que a mates se refiere, como Larry Nance y Julius Erving. En 1985 consiguió su primer título batiendo nada más y nada menos que a Michael Jordan y en la final. Al año siguiente, fue batido por el pequeño, pero gran jugador Spud Webb. En 1988 se produjo de nuevo el esperado duelo contra Michael Jordan, siendo en esta ocasión este último el que se llevó el gato al agua. En 1990 decidió participar por última vez, teniendo que enfrentarse a estrellas emergentes como Shawn Kemp, Kenny Smith o Scottie Pippen, logrando su segundo y definitivo título de mejor "matador".

## Estadísticas de su carrera en la NBA
|  | Líder de la liga |

### Temporada regular
| Año      | Equipo        | PJ    | PT  | MPP  | %TC  | %3P  | %TL  | RPP | APP | ROB | TPP | PPP  |
| -------- | ------------- | ----- | --- | ---- | ---- | ---- | ---- | --- | --- | --- | --- | ---- |
| 1982-83  | Atlanta       | 82    | 82  | 32.9 | .493 | .182 | .682 | 5.8 | 1.6 | 1.0 | .8  | 17.5 |
| 1983-84  | Atlanta       | 81    | 81  | 36.6 | .479 | .000 | .770 | 7.2 | 1.6 | 1.4 | 1.1 | 21.6 |
| 1984-85  | Atlanta       | 81    | 81  | 37.3 | .451 | .309 | .806 | 6.9 | 2.5 | 1.7 | .7  | 27.4 |
| 1985-86  | Atlanta       | 78    | 78  | 39.1 | .468 | .186 | .818 | 7.8 | 2.6 | 1.8 | .6  | 30.3 |
| 1986-87  | Atlanta       | 79    | 79  | 37.6 | .463 | .292 | .818 | 6.3 | 3.3 | 1.5 | .6  | 29.0 |
| 1987-88  | Atlanta       | 78    | 76  | 37.8 | .464 | .295 | .826 | 6.4 | 2.9 | 1.3 | .6  | 30.7 |
| 1988-89  | Atlanta       | 80    | 80  | 37.5 | .464 | .276 | .844 | 6.9 | 2.6 | 1.5 | .7  | 26.2 |
| 1989-90  | Atlanta       | 80    | 79  | 36.1 | .484 | .322 | .807 | 6.5 | 2.5 | 1.6 | .6  | 26.7 |
| 1990-91  | Atlanta       | 81    | 81  | 38.0 | .470 | .341 | .829 | 9.0 | 3.3 | 1.5 | .8  | 25.9 |
| 1991-92  | Atlanta       | 42    | 42  | 38.1 | .464 | .289 | .835 | 7.0 | 3.8 | 1.2 | .6  | 28.1 |
| 1992-93  | Atlanta       | 71    | 70  | 37.3 | .468 | .380 | .828 | 6.8 | 3.2 | 1.0 | .4  | 29.9 |
| 1993-94  | Atlanta       | 49    | 49  | 34.4 | .432 | .308 | .854 | 6.2 | 2.3 | 1.3 | .4  | 24.4 |
| 1993-94  | L.A. Clippers | 25    | 25  | 37.9 | .453 | .247 | .835 | 7.0 | 2.2 | 1.2 | .3  | 29.1 |
| 1994-95  | Boston        | 77    | 64  | 31.5 | .424 | .388 | .782 | 5.2 | 2.2 | .8  | .2  | 17.8 |
| 1996-97  | San Antonio   | 63    | 26  | 30.9 | .417 | .293 | .803 | 6.4 | 1.9 | .6  | .5  | 18.2 |
| 1998-99  | Orlando       | 27    | 2   | 9.3  | .379 | .263 | .690 | 2.6 | .6  | .1  | .0  | 5.1  |
| Total    | Total         | 1,074 | 995 | 35.5 | .461 | .319 | .811 | 6.7 | 2.5 | 1.3 | .6  | 24.8 |
| All-Star | All-Star      | 8     | 3   | 22.7 | .400 | .250 | .737 | 3.8 | 2.1 | .8  | .5  | 15.1 |

### Playoffs
| Año   | Equipo  | PJ | PT | MPP  | %TC  | %3P   | %TL  | RPP  | APP | ROB | TPP | PPP  |
| ----- | ------- | -- | -- | ---- | ---- | ----- | ---- | ---- | --- | --- | --- | ---- |
| 1983  | Atlanta | 3  | 3  | 36.3 | .405 | 1.000 | .857 | 5.0  | .3  | .7  | .3  | 15.7 |
| 1984  | Atlanta | 5  | 5  | 34.4 | .417 | .000  | .839 | 8.2  | 2.2 | 2.4 | .2  | 19.2 |
| 1986  | Atlanta | 9  | 9  | 40.0 | .433 | .439  | .861 | 6.0  | 2.8 | 1.0 | .2  | 28.6 |
| 1987  | Atlanta | 9  | 9  | 40.0 | .410 | .415  | .892 | 7.8  | 2.8 | 1.8 | .9  | 26.8 |
| 1988  | Atlanta | 12 | 12 | 39.4 | .457 | .222  | .768 | 6.4  | 2.8 | 1.3 | .5  | 31.2 |
| 1989  | Atlanta | 5  | 5  | 42.4 | .448 | .294  | .711 | 5.4  | 3.4 | .8  | 1.6 | 27.2 |
| 1991  | Atlanta | 5  | 5  | 39.0 | .372 | .133  | .914 | 6.4  | 2.6 | 1.8 | 1.0 | 20.8 |
| 1993  | Atlanta | 3  | 3  | 37.7 | .427 | .250  | .767 | 5.3  | 3.0 | 1.0 | .3  | 30.0 |
| 1995  | Boston  | 4  | 4  | 37.5 | .426 | .471  | .889 | 10.8 | 2.0 | .5  | .8  | 19.0 |
| 1999  | Orlando | 1  | 0  | 3.0  | .500 | .000  | .000 | .0   | .0  | .0  | .0  | 2.0  |
| Total | Total   | 56 | 55 | 39.6 | .429 | .281  | .824 | 6.7  | 2.6 | 1.3 | .6  | 25.4 |

## Logros y reconocimientos
- 9 veces elegido para el All-Star Game.
- 2 veces ganador del concurso de mates.
- Elegido en el mejor quinteto de rookies en 1983.
- Elegido en el mejor quinteto de la liga en 1986 (7 veces más en el segundo y tercer quinteto).
- Máximo anotador de la NBA en 1986 (30,3 puntos por partido).
- Elegido mejor jugador de la final del Campeonato de Europa en 1996.
- Miembro del Basketball Hall of Fame desde 2006.
- Su dorsal 21 fue retirado por los Hawks el 13 de enero de 2001.
- Elegido en el Equipo del 75 aniversario de la NBA en 2021.